# Luiz Carlos João
Luiz Carlos João (Urussanga, 20 de março de 1956) é um administrador e político brasileiro.
Filho de Antonio Manoel João e Luiza Pokomaya João.
Eleito suplente de senador nas eleições estaduais em Santa Catarina em 2002, assumindo no Senado Federal, de 3 a 31 de janeiro de 2011.